# モルベッロ
モルベッロ（伊: Morbello）は、イタリア共和国ピエモンテ州アレッサンドリア県にある、人口約400人の基礎自治体（コムーネ）。

## 地理

### 位置・広がり
| 隣接するコムーネは以下の通り。 - カッシネッレ - クレモリーノ - グロニャルド - ポンツォーネ - プラスコ - ヴィゾーネ |

### 地震分類
イタリアの地震リスク階級 (it) では、3 に分類される
。

## 行政

### 分離集落
モルベッロには、以下の分離集落（フラツィオーネ）がある。
- Costa, Piazza, Vallosi, Caviglie, Campazzi, Colla Nani, Valle, Cavalla